# Hook, Fareham
Hook är en by i distriktet Fareham, i grevskapet Hampshire i England. Byn är belägen 10 km från Southampton. Hook var en civil parish 1894–1932 när blev den en del av Fareham. Civil parish hade 1 310 invånare år 1931. Byn nämndes i Domedagsboken (Domesday Book) år 1086, och kallades då Houch.